# KOI-256
KOI-256 es una estrella binaria localizada en la constelación Cygnus a aproximadamente 1828 años luz (560 pársecs) de la Tierra. A pesar de que las observaciones del telescopio espacial Kepler sugerían que el sistema contenía un exoplaneta del tipo gigante gaseoso orbitando a la enana roja, estudios posteriores determinaron que KOI-256 era un sistema binario compuesto por una enana roja orbitando una enana blanca.

## Origen del nombre

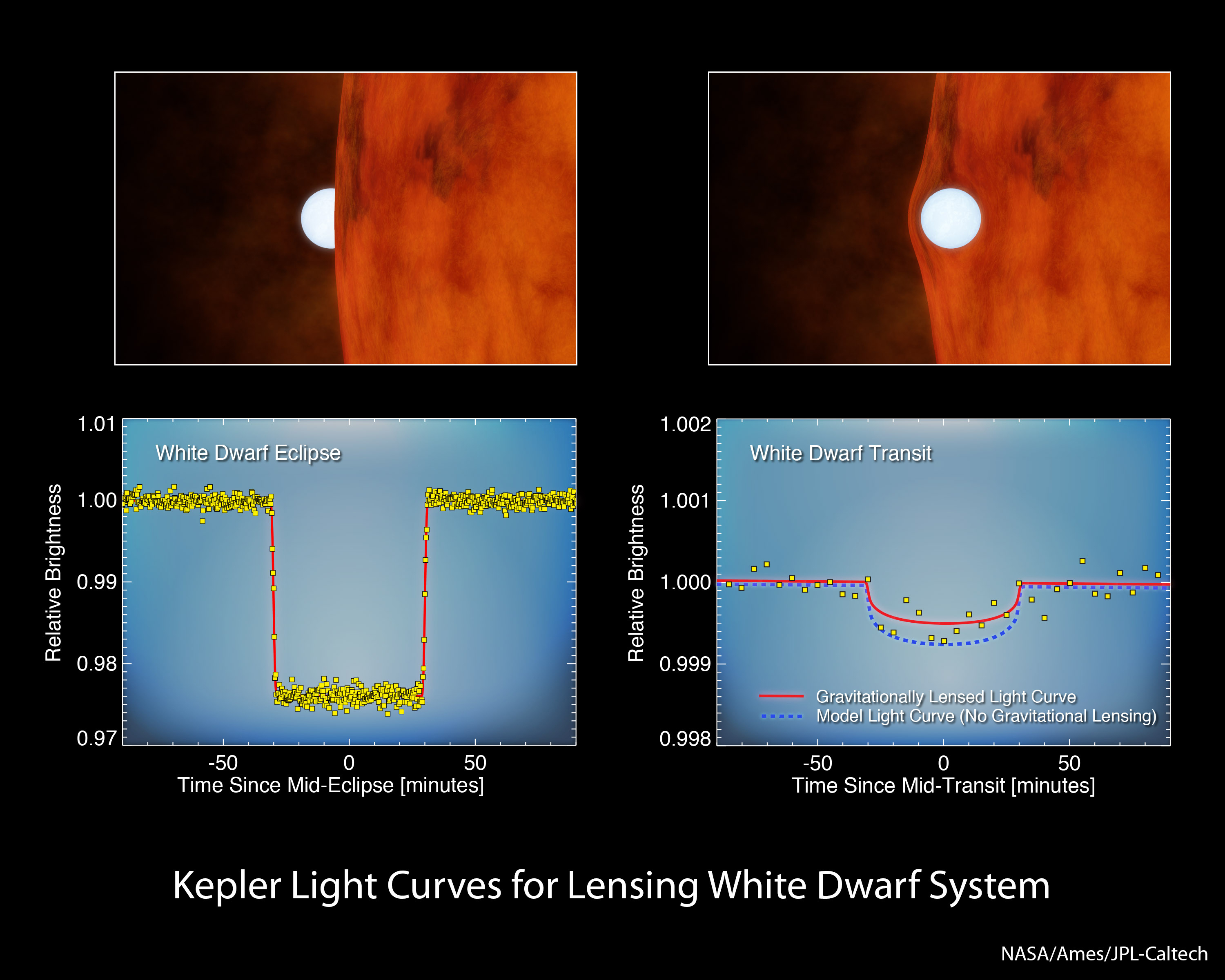
KOI-256

El acrónimo "KOI" proviene de Kepler Object of Interest  (Objeto de Interés Kepler) y significa que el objeto ha sido catalogado por el telescopio espacial Kepler durante su búsqueda de planetas extrasolares mediante el método de tránsito. El "256" corresponde al número del objeto.

## Características
Las observaciones iniciales por el telescopio espacial Kepler sugirieron la presencia de una enana roja central con una masa de 0.65 M☉, un radio de 1.1 R☉, y una temperatura de 3,639 K (3,366 ; 6,091 ). Se estimaba que su exoplaneta candidato tendría una masa de 14.8 M⊕, un radio de 25.34 R⊕, un periodo orbital de 1.38 días, una temperatura de 1,160 K (890 °C; 1,630 ), y un semieje mayor de 0.021 unidades astronómicas. Estudios posteriores realizados por Muirhead et al. (2012) redefinieron los parámetros del exoplaneta a un radio de 5.60 ± 0.76  R⊕, una temperatura de 726 Kelvin (452,9 °C; 847,1 °F) K (453 °C; 847 ), y un semieje mayor de 0.016 AU.
Muirhead Et al. (2013) realizaron observaciones adicionales con el Telescopio Hale en el Observatorio Palomar. Utilizando el método de velocidad radial para la detección del exoplaneta, el equipo de Muirhead encontró que la enana roja se tambaleaba demasiado como para ser causado por un objeto de masa planetario, y era más probable que fuera influido por una enana blanco. Utilizando datos ultravioleta del observatorio espacial GALEX, se observó que la enana roja era significativamente activa, sugiriendo perturbaciones causadas por una enana blanca. El equipo revisó los datos de Kepler, y encontró que cuando la enana blanca pasaba delante de la enana roja, la luz de la enana roja se deformaba y amplificaba, un efecto llamado lente gravitacional. Sólo siendo ligeramente más grande que la Tierra, la enana blanca tiene tanta masa que la enana roja, físicamente más grande, orbita alrededor de su compañera más pequeña.
Con las nuevas observaciones, la enana roja ha mostrado tener una masa de 0.51± 0.15  M☉, un radio de 0.540 ± 0.014  R☉, y una temperatura de 3,450 ±  K (3,180 ± 50 °C; 5,750 ±  ). La enana blanca tiene una masa de 0.592 ± 0.084  M☉, un radio de 0.01345 ± 0.00091  R☉, y una temperatura de 7,100 ± 800 K (6, ± 800 °C; 12,300 ± 1,400 ).